# Campionat del Món de motociclisme de 1999
La temporada de 1999 del Campionat del món de motociclisme fou la 51a edició d'aquest campionat, organitzat per la FIM. El domini de Mick Doohan (Honda) als 500cc va arribar a la seva fi a causa de les greus lesions que va patir durant els entrenaments del Gran Premi d'Espanya. En la seva absència, el seu company d'equip, Àlex Crivillé, es va imposar i va poder aconseguir el títol, el primer d'un català en la categoria reina. Kenny Roberts Jr. va fer una gran actuació i va acabar subcampió amb un total de quatre victòries, entre elles una davant de Doohan al Gran Premi del Japó.
Un jove Valentino Rossi va continuar impressionant amb l'Aprilia, ara als 250cc, on guanyà nou curses i aconseguí el seu segon campionat mundial. Als 125cc, el català Emili Alzamora, amb l'Honda, va esdevenir el segon campió a guanyar un títol sense haver guanyat cap cursa durant la temporada (el primer fou Champi Herreros el 1989), mentre que el segon i tercer classificats, Marco Melandri i Masao Azuma, en van guanyar cinc cadascun.
Els títols de Crivillé en 500cc i Alzamora en 125cc van fer d'aquella temporada la més reeixida del motociclisme català fins aleshores. Aquell any, a més, es va celebrar a Xest el primer Gran Premi de la Comunitat Valenciana al nou Circuit Ricardo Tormo.

## Campions del món
Pilots
| 125cc          | 250cc           | 500cc         |
| -------------- | --------------- | ------------- |
| Emili Alzamora | Valentino Rossi | Àlex Crivillé |

Constructors
| 125cc | 250cc   | 500cc |
| ----- | ------- | ----- |
| Honda | Aprilia | Honda |

## Grans Premis

### Sistema de puntuació
Barem de puntuació de 1993 ençà:
| Posició | 1  | 2  | 3  | 4  | 5  | 6  | 7 | 8 | 9 | 10 | 11 | 12 | 13 | 14 | 15 |
| Punts   | 25 | 20 | 16 | 13 | 11 | 10 | 9 | 8 | 7 | 6  | 5  | 4  | 3  | 2  | 1  |

### Calendari
| Cursa | Data           | Gran Premi                            | Circuit        |
| ----- | -------------- | ------------------------------------- | -------------- |
| 1     | 18 d'abril     | Gran Premi de Malàisia                | Sepang         |
| 2     | 25 d'abril     | Gran Premi del Japó                   | Motegi         |
| 3     | 9 de maig      | Gran Premi d'Espanya                  | Jerez          |
| 4     | 23 de maig     | Gran Premi de França                  | Paul Ricard    |
| 5     | 6 de juny      | Gran Premi d'Itàlia                   | Mugello        |
| 6     | 20 de juny     | Gran Premi de Catalunya               | Catalunya      |
| 7     | 26 de juny ††  | Dutch TT                              | Assen          |
| 8     | 4 de juliol    | Gran Premi de Gran Bretanya           | Donington Park |
| 9     | 18 de juliol   | Gran Premi d'Alemanya                 | Sachsenring    |
| 10    | 22 d'agost     | Gran Premi de la República Txeca      | Brno           |
| 11    | 5 de setembre  | Gran Premi d'Imola                    | Imola          |
| 12    | 19 de setembre | Gran Premi de la Comunitat Valenciana | Ricardo Tormo  |
| 13    | 3 d'octubre    | Gran Premi d'Austràlia                | Phillip Island |
| 14    | 10 d'octubre   | Gran Premi de Sud-àfrica              | Welkom         |
| 15    | 24 d'octubre   | Gran Premi de Rio de Janeiro          | Jacarepaguá    |
| 16    | 31 d'octubre   | Gran Premi de l'Argentina             | Buenos Aires   |

†† = Cursa en dissabte

### Guanyadors
Fonts:
| Cursa | Gran Premi                            | 125cc              | 250cc           | 500cc              | Resultats |
| ----- | ------------------------------------- | ------------------ | --------------- | ------------------ | --------- |
| 1     | Gran Premi de Malàisia                | Masao Azuma        | Loris Capirossi | Kenny Roberts, Jr. | Resultat  |
| 2     | Gran Premi del Japó                   | Masao Azuma        | Shinya Nakano   | Kenny Roberts, Jr. | Resultat  |
| 3     | Gran Premi d'Espanya                  | Masao Azuma        | Valentino Rossi | Àlex Crivillé      | Resultat  |
| 4     | Gran Premi de França                  | Roberto Locatelli  | Tohru Ukawa     | Àlex Crivillé      | Resultat  |
| 5     | Gran Premi d'Itàlia                   | Roberto Locatelli  | Valentino Rossi | Àlex Crivillé      | Resultat  |
| 6     | Gran Premi de Catalunya               | Arnaud Vincent     | Valentino Rossi | Àlex Crivillé      | Resultat  |
| 7     | Dutch TT                              | Masao Azuma        | Loris Capirossi | Tadayuki Okada     | Resultat  |
| 8     | Gran Premi de Gran Bretanya           | Masao Azuma        | Valentino Rossi | Àlex Crivillé      | Resultat  |
| 9     | Gran Premi d'Alemanya                 | Marco Melandri     | Valentino Rossi | Kenny Roberts, Jr. | Resultat  |
| 10    | Gran Premi de la República Txeca      | Marco Melandri     | Valentino Rossi | Tadayuki Okada     | Resultat  |
| 11    | Gran Premi d'Imola                    | Marco Melandri     | Loris Capirossi | Àlex Crivillé      | Resultat  |
| 12    | Gran Premi de la Comunitat Valenciana | Gianluigi Scalvini | Tohru Ukawa     | Regis Laconi       | Resultat  |
| 13    | Gran Premi d'Austràlia                | Marco Melandri     | Valentino Rossi | Tadayuki Okada     | Resultat  |
| 14    | Gran Premi de Sud-àfrica              | Gianluigi Scalvini | Valentino Rossi | Max Biaggi         | Resultat  |
| 15    | Gran Premi de Rio de Janeiro          | Noboru Ueda        | Valentino Rossi | Norifumi Abe       | Resultat  |
| 16    | Gran Premi de l'Argentina             | Marco Melandri     | Olivier Jacque  | Kenny Roberts, Jr. | Resultat  |

## Galeria

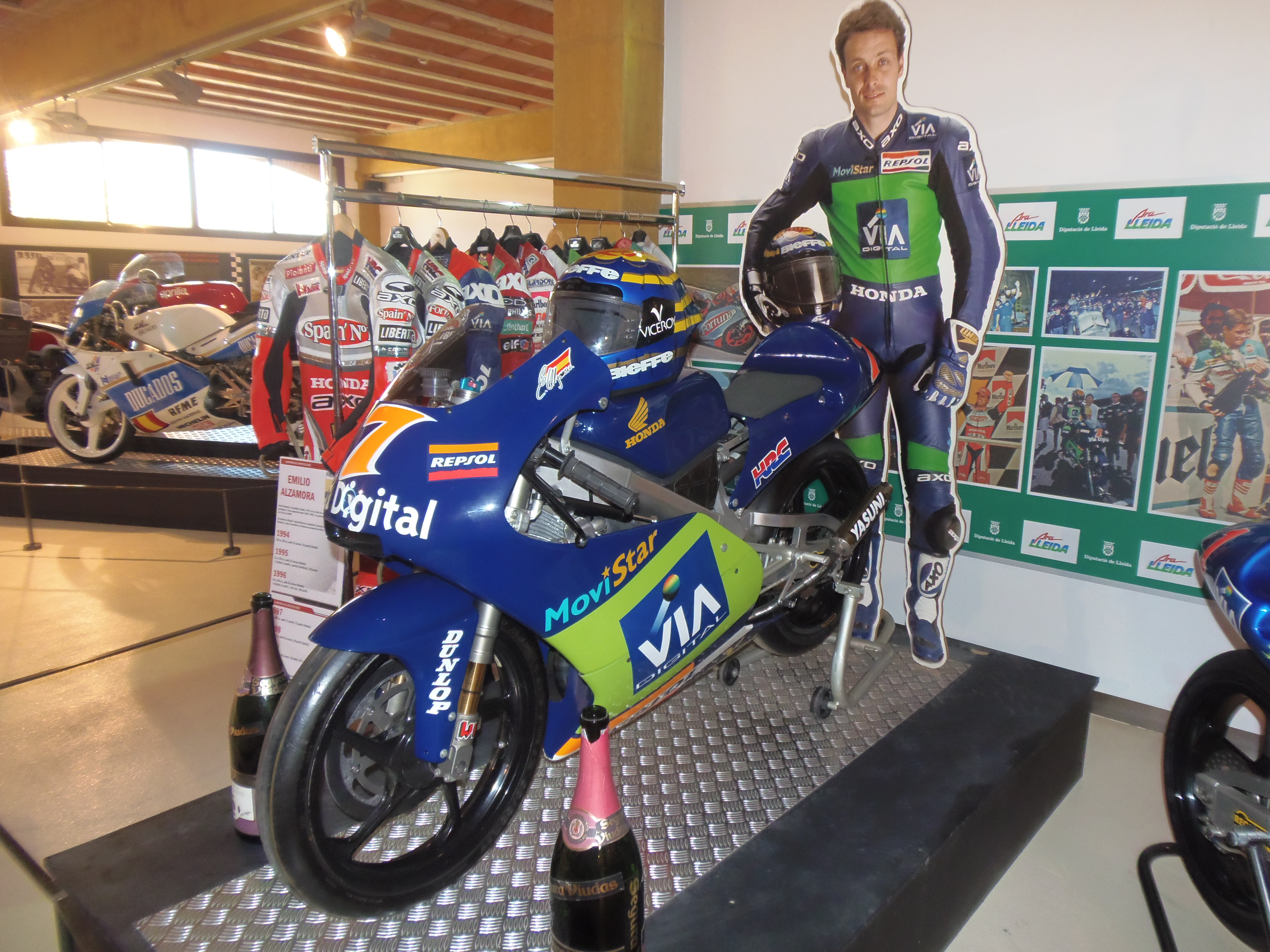
L'Honda RS125R amb què Alzamora fou campió de 125cc
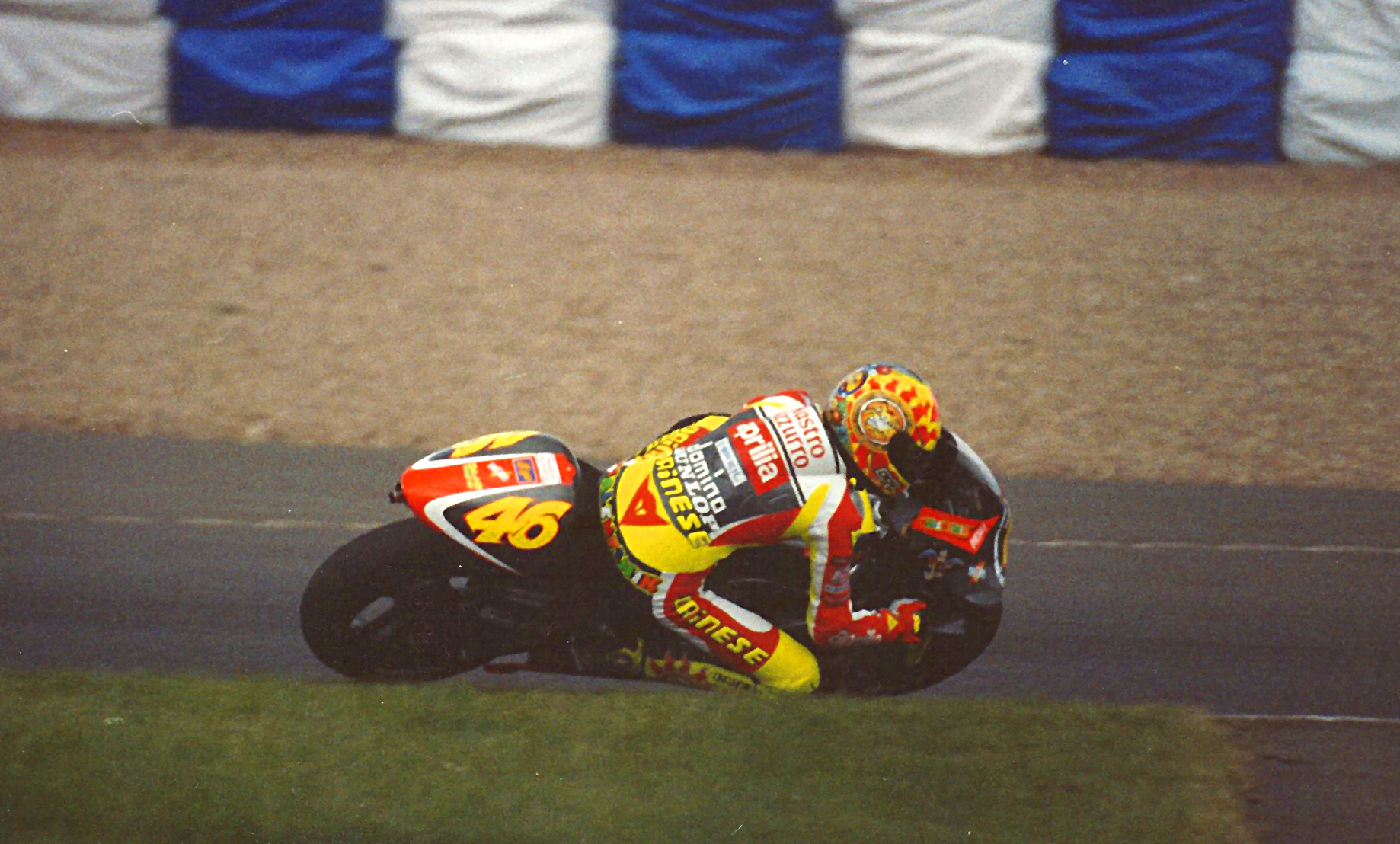
Valentino Rossi, campió de 250cc
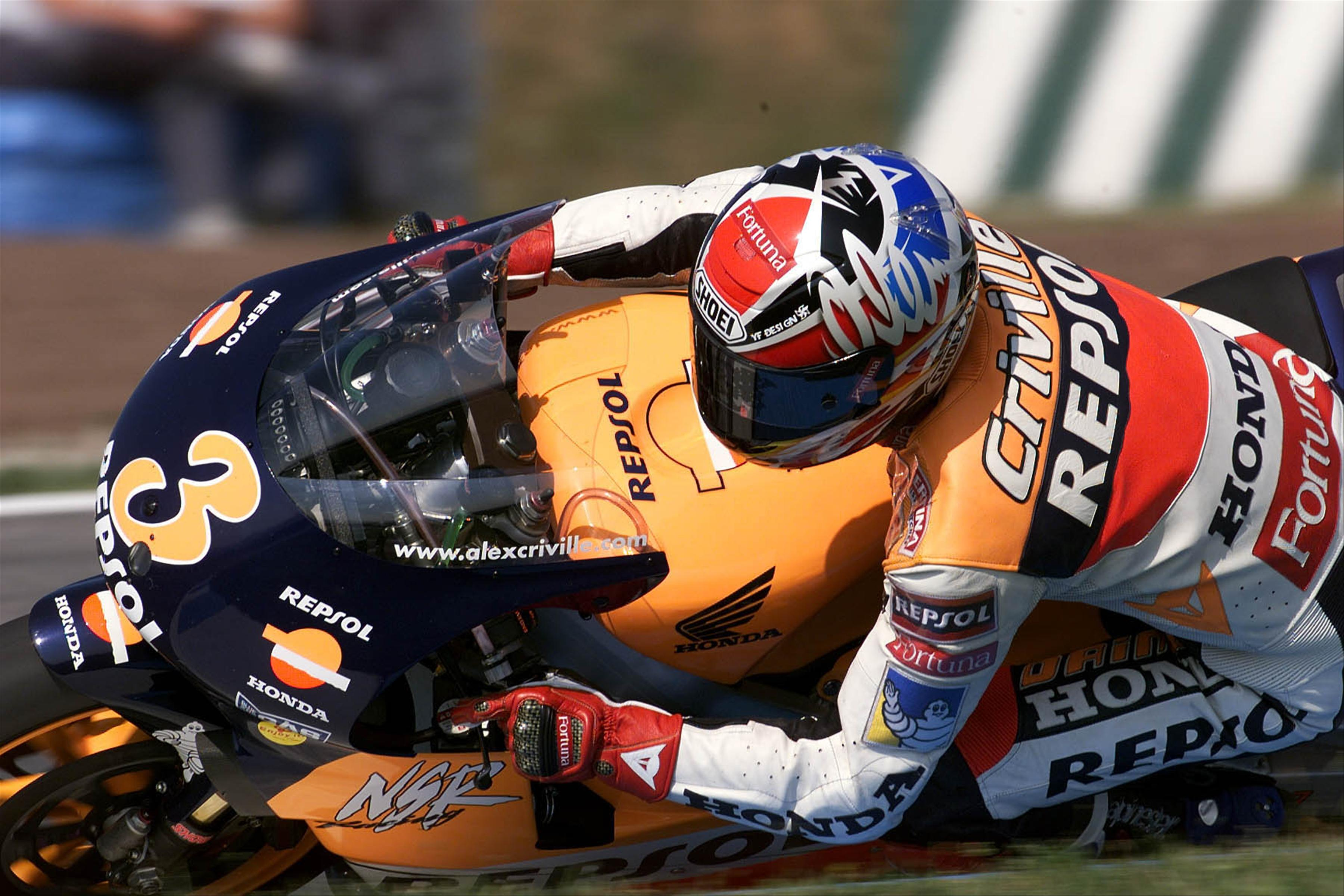
Àlex Crivillé, campió de 500cc

## Classificació dels pilots

### 500 cc
(Llegenda) (En negreta - Pole; En cursiva - Volta ràpida)
- Els pilots marcats amb fons blau optaven al premi Debutant de l'any.